# Tångaberg
Tångaberg är en tätort i Varbergs kommun i Hallands län, belägen cirka 10 km norr om centralorten Varberg vid Västkustvägen (gamla E6).
Den urgamla kustvägen går genom Tångaberg och Kärradal och ingår i Ginstleden, cykelvägen genom Halland.
Vid Tångabergskusten ligger Kråkeberg, ett stugområde med badmöjligheter och närhet till Balgö.

## Befolkningsutveckling
| Befolkningsutvecklingen i Tångaberg 1970–2020                                | Befolkningsutvecklingen i Tångaberg 1970–2020 | Befolkningsutvecklingen i Tångaberg 1970–2020 | Befolkningsutvecklingen i Tångaberg 1970–2020 | Befolkningsutvecklingen i Tångaberg 1970–2020 |
| ---------------------------------------------------------------------------- | --------------------------------------------- | --------------------------------------------- | --------------------------------------------- | --------------------------------------------- |
|                                                                              |                                               |                                               |                                               |                                               |
| År                                                                           |                                               |                                               | Folkmängd                                     | Areal (ha)                                    |
| 1970                                                                         | 1970                                          |                                               | 306                                           |                                               |
| 1975                                                                         | 1975                                          |                                               | 515                                           |                                               |
| 1980                                                                         | 1980                                          |                                               | 480                                           |                                               |
| 1990                                                                         | 1990                                          |                                               | 441                                           | 50                                            |
| 1995                                                                         | 1995                                          |                                               | 402                                           | 50                                            |
| 2000                                                                         | 2000                                          |                                               | 390                                           | 50                                            |
| 2005                                                                         | 2005                                          |                                               | 445                                           | 52                                            |
| 2010                                                                         | 2010                                          |                                               | 468                                           | 47                                            |
| 2015                                                                         | 2015                                          |                                               | 965                                           | 199                                           |
| 2020                                                                         | 2020                                          |                                               | 1 074                                         | 204                                           |
| Anm.: Ny tätort 1970. Sammanvuxen 2015 med småorterna Kråkeberg och Kärradal |                                               |                                               |                                               |                                               |

## Näringsliv
Ortens största företag är lamptillverkaren Belid AB.